# Austin Film Critics Association Awards 2016
12. ročník předávání cen asociace Austin Film Critics Association se konal 28. prosince 2016.

## Nejlepších deset filmů
1. Moonlight
2. La La Land
3. Příchozí
4. Komorná
5. Místo u moře
6. Elle
7. Za každou cenu
8. Humr
9. Jackie
10. Sing Street

## Vítězové a nominovaní

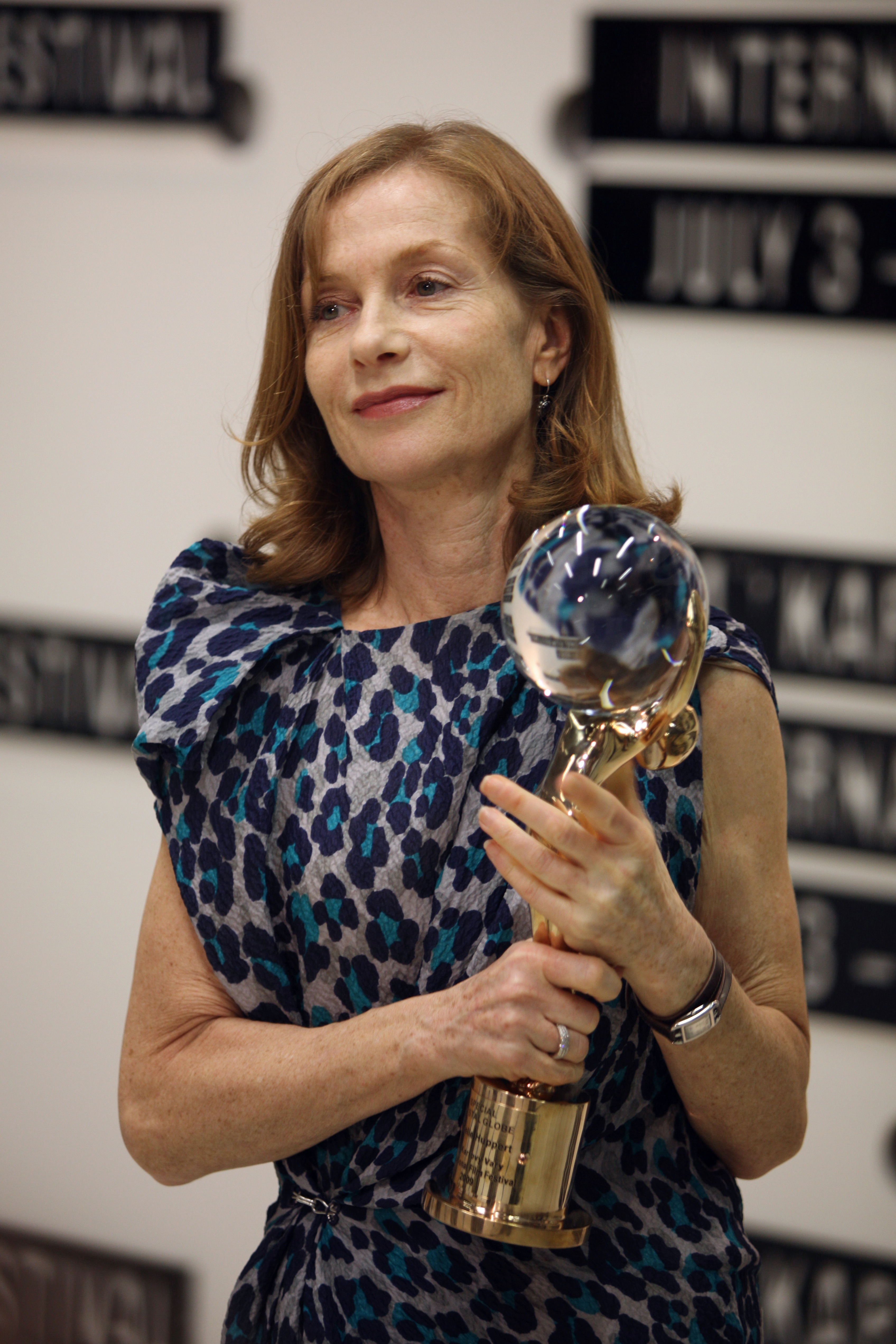
Nejlepší ženský herecký výkon v hlavní roli – Isabelle Huppert

### Nejlepší režisér
Barry Jenkins – Moonlight
- Damien Chazelle – La La Land
- Kenneth Lonergan – Místo u moře
- Park Chan-wook – Komorná
- Denis Villeneuve – Příchozí

### Nejlepší herec v hlavní roli
Casey Affleck – Místo u moře
- Joel Edgerton – Loving
- Denzel Washington – Ploty
- Ryan Gosling – La La Land
- Colin Farrell – Humr

### Nejlepší herečka v hlavní roli
Isabelle Huppertová – Elle
- Amy Adamsová – Příchozí
- Annette Beningová – Ženy 20. století
- Ruth Negga – Loving
- Natalie Portmanová – Jackie

### Nejlepší herec ve vedlejší roli
Mahershala Ali – Moonlight
- Jeff Bridges – Za každou cenu
- Ben Foster – Za každou cenu
- Trevante Rhodes – Moonlight
- Michael Shannon – Noční zvířata

### Nejlepší herečka ve vedlejší roli
Viola Davis – Ploty
- Greta Gerwig – Ženy 20. století
- Michelle Williamsová – Místo u moře
- Naomie Harris – Moonlight
- Min-hee Kim – Komorná

### Nejlepší původní scénář
Barry Jenkins – Moonlight
- Yorgos Lanthimos a Efthymis Filippou – Humr
- Kenneth Lonergan – Místo u moře
- Damien Chazelle – La La Land
- Mike Mills – Ženy 20. století

### Nejlepší adaptovaný scénář
Eric Heisserer – Příchozí
- Tom Ford – Noční zvířata
- Park Chan-wook a Chung Se-kyung – Komorná
- Luke Davies – Lion
- Whit Stillman – Láska a přátelství

### Nejlepší animovaný film
Kubo a kouzelný meč
- Zootropolis: Město zvířat
- Odvážná Vaiana: Legenda o konci světa
- Věž
- Malý princ

### Nejlepší dokument
Věž
- 13TH
- Nejsem žádný tvůj negr
- O.J.: Made in America
- Weiner

### Nejlepší cizojazyčný film
Komorná
- Elle
- Začít znovu
- Zbrusu Nový zákon
- Toni Erdmann

### Nejlepší první film
Čarodějnice
- Zrození národa
- Hořkých sedmnáct
- Krisha
- Švýcarák

### Nejlepší skladatel
Justin Hurwitz – La La Land
- Cliff Martinez – Neon Demon
- Mica Levi – Jackie
- Jóhann Jóhannsson – Příchozí
- Nick Cave a Warren Ellis – Za každou cenu

### Nejlepší kamera
Linus Sandgren – La La Land
- James Laxton – Moonlight
- Stéphane Fontaine – Jackie
- Chung Chung-hoon – Komorná
- Bradford Young – Příchozí

### Ocenění Bobbyho McCudyho pro objev roku
Keith Maitland – Věž
- Barry Jenkins – Moonlight
- Sasha Lane – American Honey
- Trevante Rhodes – Moonlight
- Anya Taylor-Joy – Čarodějnice

### Austin Film Award
Keith Maitland – Věž
- Jeff Nichols – Loving
- Jeff Nichols – Půlnoční dítě
- Clay Liford – Slash
- Greg Kwedar – Hraniční kontrola

### Speciální ocenění
- Obsazení filmu Moonlight a castingový režisér Yesi Ramirez
- Anton Yelchin
- společnost A24 Films
- Keith Maitland za film Věž